# Национальный зал славы и музей бейсбола
Национальный зал славы и музей бейсбола (англ. National Baseball Hall of Fame and Museum) — исторический музей и зал славы американского бейсбола в Куперстауне (штат Нью-Йорк), управляемый частными лицами. Он служит центральной точкой истории бейсбола в Соединенных Штатах и в нём представлены артефакты и экспонаты, связанные с бейсболом, а также с теми, кто преуспел в игре, управлении и служении этому виду спорту. Девиз Зала: «Сохранение истории, уважение к совершенству, соединение поколений» (англ. Preserving History, Honoring Excellence, Connecting Generations). Куперстаун часто используется как сокращение (или метоним) для Национального зала славы и музея бейсбола, аналогично «Кантон» для Зала славы профессионального футбола в Кантоне (штат Огайо).
Зал славы был основан в 1936 году коллекционером и филантропом Стивеном Карлтоном Кларком, наследником одного из владельцев компании Singer. Кларк стремился привлечь туристов в город, пострадавший от Великой депрессии, которая сократила местную туристическую индустрию, и сухого закона, который опустошил местную индустрию хмеля. Кларк построил здание Зала славы, и оно было открыто 12 июня 1939 года. (Его внучка, Джейн Форбс Кларк, является нынешним председателем совета директоров.) Важную роль в популяризации Зала сыграло ошибочное утверждение, что герой гражданской войны Эбнер Даблдей изобрёл бейсбол именно в Куперстауне.
В 1994 году при Зале открылись библиотека и исследовательский центр. В 2002 году Зал запустил передвижную выставку Baseball as America, которая за шесть лет посетила десять американских музеев. С тех пор Зал славы также спонсирует образовательные программы в Интернете, чтобы донести Зал славы до школьников, которые не могут посетить его. Зал славы также представляет ежегодную выставку на FanFest на Матче всех звезд Главной лиги бейсбола.

## Описание
По состоянию на январь 2022 года в Зал славы было избрано 340 человек, из них 268 бывших игроков Главной лиги бейсбола, 22 менеджера, 10 судей и 40 руководителей и организаторов, в том числе, 39 игроков и руководителей Негритянской лиги бейсбола; 118 членов Зала славы были введены в должность посмертно, в том числе четверо, которые умерли после объявления об их выборе. Из 39 членов Негритянской лиги 31 был введён в должность посмертно, в том числе все 26 избранных с 1990-х годов. В Зал славы входит одна женщина, Эффа Мэнли, совладелец Newark Eagles и казначей Негритянской лиги.
Более всего в зале представлена команда «Сан-Франциско Джайентс» — 66 человек.
В состав музея входят фотоархив, библиотека (рукописи, книги и публикации, посвящённые бейсболу), коллекции медиа-записей и артефактов. Всего в музее хранятся 250 000 фотографий, 16 000 часов аудио- и видеозаписей, 40 000 трёхмерных артефактов. Ежегодно комплекс посещает около 260 000 человек, всего с момента открытия и до июля 2018 года его посетило 17 млн.

## Руководство
В 2022 году Зал славы и музей возглавляли:
- Президент — Джош Равич
- Председатель Совета директоров — Джейн Форбс Кларк
- Старший куратор — Tom Shieber